# بحيرة ناروتش
بحيرة ناروتش في بيلاروس في منطقه ادارية تدعى إقليم مينسك، ويبلغ عمقها 25 متر وعرضها 10 كيلومتر وتمتد بمسافة 10 كيلومتر.